# سوابق (فیلم)
سوابق (انگلیسی: Careers) یک فیلم به کارگردانی جان فرانسیس دیلان است که در سال ۱۹۲۹ منتشر شد.